# Zamarra (Salamanca)
Zamarra ist ein Ort und eine Gemeinde (municipio) mit 71 Einwohnern (Stand: 2024) im Süden der Provinz Salamanca in der Autonomen Region Kastilien-León im Westen Spaniens. Neben dem Hauptort Zamarra gehört auch der Weiler Villarejo zur Gemeinde.

## Lage
Zamarra liegt in der Sierra de Gata gut 130 km (Fahrtstrecke) südwestlich der Provinzhauptstadt Salamanca in einer Höhe von ca. 780 m. Am Westrand der Gemeinde fließt der Río Águeda. Das Klima ist gemäßigt bis warm; Regen (ca. 774 mm/Jahr) fällt hauptsächlich im Winterhalbjahr.

## Bevölkerungsentwicklung
| Jahr      | 1970 | 1981 | 1991 | 2001 | 2011 | 2021 |
| Einwohner | 428  | 258  | 183  | 143  | 114  | 82   |

Der deutliche Bevölkerungsrückgang seit den 1950er Jahren ist im Wesentlichen auf die Mechanisierung der Landwirtschaft, die Aufgabe bäuerlicher Kleinbetriebe und den damit einhergehenden Verlust von Arbeitsplätzen zurückzuführen.

## Sehenswürdigkeiten
- Kirche Mariä Himmelfahrt (Iglesia de Nuestra Señora de la Asunción)
- Rathaus

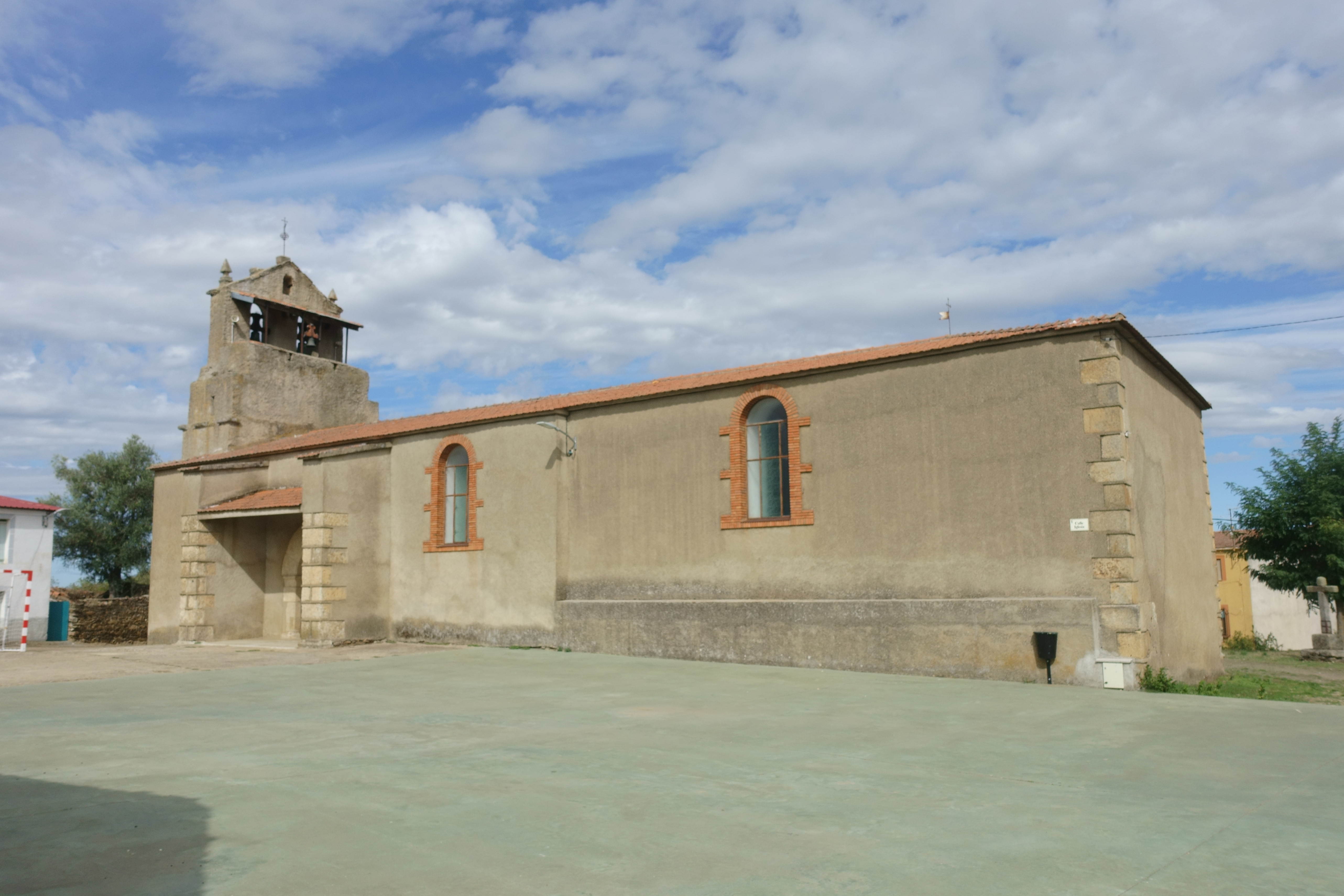
Kirche Mariä Himmelfahrt
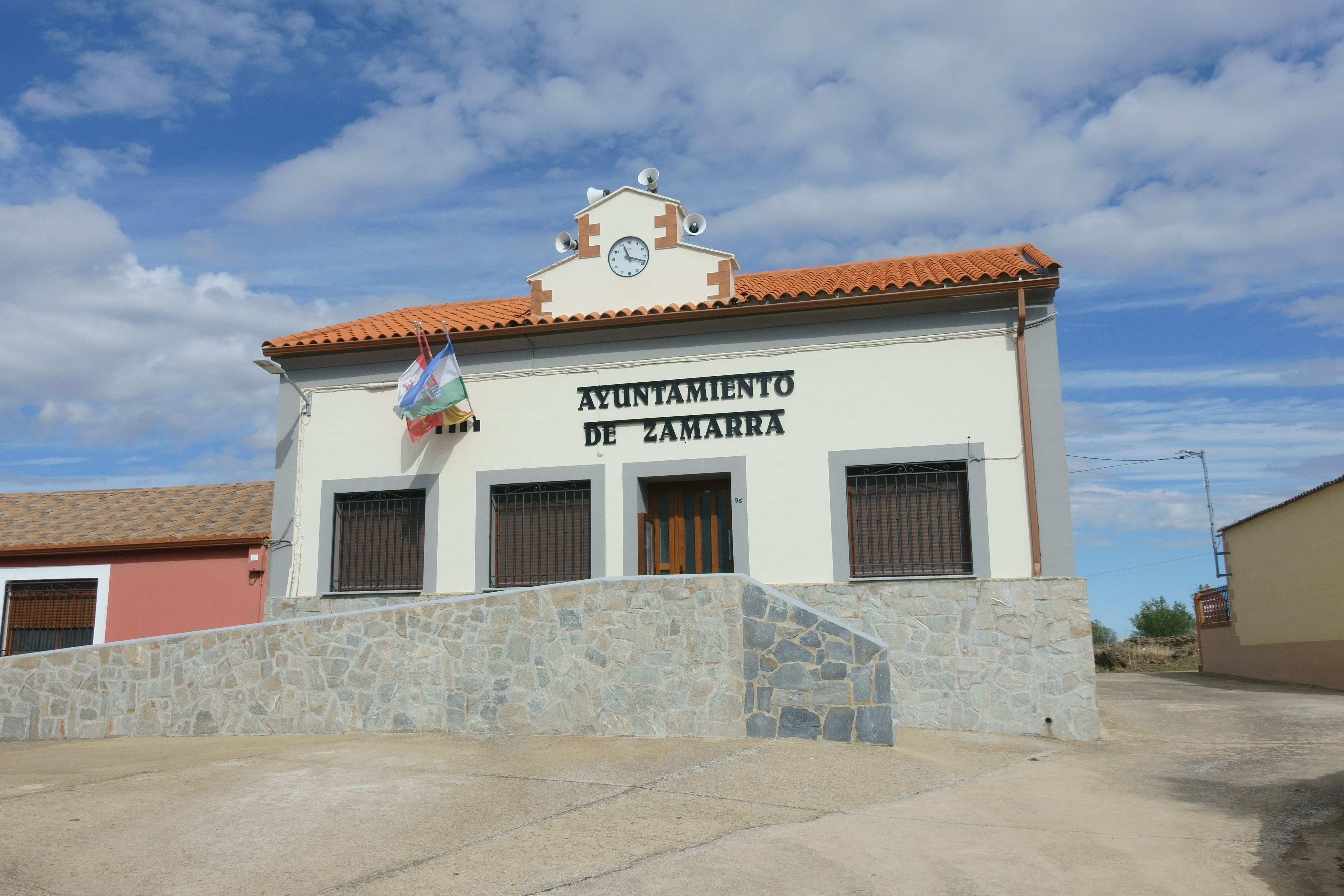
Rathaus